# Себастьєн Буемі
Себастьєн Олів'є Буемі (фр. Sébastien Olivier Buemi, *31 жовтня 1988 року, Егль, кантон Во, Швейцарія) — швейцарський автогонщик, пілот Формули-1, що у 2009-2011 роках виступав бойовим пілотом за команду  «Скудерія Торо Россо». У 2012 р. виступає тестовим та резервним пілотом за команди "Торо Россо" і «Ред Булл». Наступного сезону проводить тести для «Ред Булл».  У цих самих команді та ролі він виступатиме в сезоні 2014 р.

## Повна таблиця результатів

### Формула-1
Жирним шрифтом позначені етапи, на яких гонщик стартував з поулу.
Курсивом позначені етапи, на яких гонщик мав найшвидше коло.
| Рік  | Команда             | Шасі            | Двигун             | 1      | 2        | 3      | 4        | 5        | 6        | 7      | 8      | 9        | 10     | 11       | 12       | 13     | 14       | 15       | 16     | 17       | 18       | 19     | Місце в чемпіонаті | Очки в чемпіонаті |
| ---- | ------------------- | --------------- | ------------------ | ------ | -------- | ------ | -------- | -------- | -------- | ------ | ------ | -------- | ------ | -------- | -------- | ------ | -------- | -------- | ------ | -------- | -------- | ------ | ------------------ | ----------------- |
| 2009 | Scuderia Toro Rosso | Toro Rosso STR4 | Ferrari 056 2.4 V8 | АВС 7  | МАЛ 16   | КИТ 8  | БХР 17   | ІСП Схід | МОН Схід | ТУР 15 | ВЕЛ 18 | НІМ 16   | УГО 16 | ЄВР Схід | БЕЛ 12   | ІТА 13 | СІН Схід | ЯПО Схід | БРА 7  | АБУ 8    |          |        | 16                 | 6                 |
| 2010 | Scuderia Toro Rosso | Toro Rosso STR5 | Ferrari 056 2.4 V8 | БХР 16 | АВС Схід | МАЛ 11 | КИТ Схід | ІСП Схід | МОН 10   | ТУР 16 | КАН 8  | ЄВР 9    | ВЕЛ 12 | НІМ Схід | УГО 12   | БЕЛ 12 | ІТА 11   | СІН 14   | ЯПО 10 | КОР Схід | БРА 13   | АБУ 15 | 16                 | 8                 |
| 2011 | Scuderia Toro Rosso | Toro Rosso STR6 | Ferrari 056 2,4 V8 | АВС 8  | МАЛ 13   | КИТ 14 | ТУР 9    | ІСП 14   | МОН 10   | КАН 10 | ЄВР 13 | ВЕЛ Схід | НІМ 15 | УГО 8    | БЕЛ Схід | ІТА 10 | СІН 12   | ЯПО Схід | КОР 9  | ІНД Схід | АБУ Схід | БРА 12 | 15                 | 15                |